# Yarbrough and Peoples

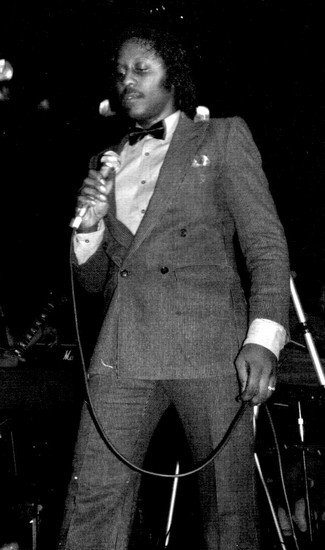
Cavin Yarbrough im Jahr 1983

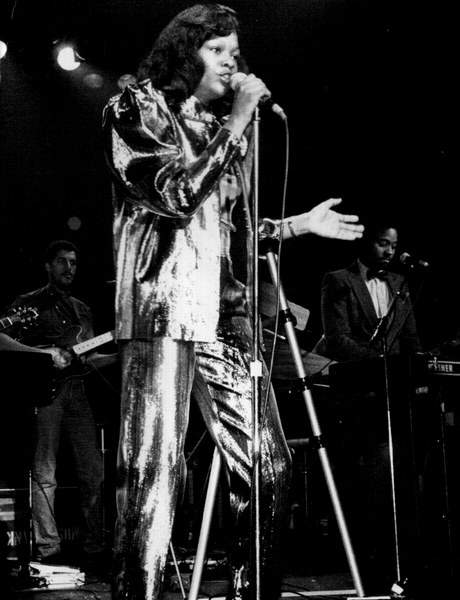
Alisa Peoples im Jahr 1983

Yarbrough and Peoples war ein US-amerikanisches Contemporary-R&B-Duo, bestehend aus Cavin Leon Yarbrough und Alisa Delois Peoples. Ihr erfolgreichster Hit war das Lied Don’t Stop the Music aus dem Jahr 1980.

## Geschichte
Cavin Leon Yarbrough (* 22. Januar 1954 in Dallas; † 19. Juni 2025) und Alisa Delois Peoples (* 29. Juni 1957) wuchsen beide in Dallas im Bundesstaat Texas auf und kannten sich seit ihrer Kindheit beim Klavierunterricht, danach blieben sie auch im späteren Verlauf miteinander befreundet.
Mitte der 1970er war Yarbrough mit Leon Russell und seiner Begleitband auf Tournee gegangen, dabei traf er auf die Wilson Brüder aus der GAP Band. Nach ihrer Rückkehr gründeten sie zusammen für eine kurze Zeit die Band Grand Theft. 1977 kehrten die Wilson Brüder zurück zur Gap Band, die beim Label Total Experience Records unter Vertrag standen und gaben in Dallas ein Konzert. Während einer Pause entdeckten die Mitglieder der Gap Band Cavin Leon Yarbrough und Alisa Delois Peoples beim gemeinsamen Singen. Auf die Anregungen des Trios lud der Manager Lonnie Simmons das Duo nach Los Angeles ein, und zunächst spielten sie dort in verschiedenen Clubs.
Zwei Jahre später im Jahr 1979 unterzeichneten beide beim Label Total Experience Records ihren Plattenvertrag, gründeten sich als Yarbrough and Peoples und nahmen ihr Album The Two of Us auf. Im Jahr 1980 erreichten sie ihren Durchbruch mit ihrem Debütalbum. Darauf enthalten ist auch ihr größter Hit Don’t Stop the Music, das auch in Europa ein Erfolg wurde (unter anderem Platz 2 in den Niederlanden und Platz 4 in Belgien) und bei den US Hot R&B/Hip-Hop Songs im Jahr 1981 das Lied Burn Rubber on Me (Why You Wanna Hurt Me) von der GAP Band verdrängt hatte. In den Vereinigten Staaten erhielt das Album von der RIAA als Auszeichnung die Goldene Schallplatte.
Im Laufe der 1980er konnte das Duo diesen Erfolg nicht mehr wiederholen und gilt somit international als One-Hit-Wonder. In den Billboard Hot 100 hatten sie noch ein paar kleinere Erfolge wie Don't Waste Your Time und I Wouldn't Lie. Nach ihrem Album Guilty lösten sich Yarbrough and Peoples auf und verließen das Plattenlabel Total Experience Records.
1987 kehrten sie zurück in ihre Heimatstadt Dallas, heirateten und gründeten ihre Produktionsfirma Yarbrough and Peoples Productions, die junge Musiker fördert.
Im Jahr 2009 traten beide im Off-Broadway-Musical Blind Lemon Blues am York Theatre in New York City auf, in dem Cavin Leon Yarbrough die Rolle von Leadbelly spielt.

## Tod
Yarbrough starb am 19. Juni 2025 im Alter von 72 Jahren aufgrund von Komplikationen einer Herzerkrankung.

## Diskografie

### Alben
| Jahr | Titel         | Höchstplatzierung, Gesamtwochen, AuszeichnungChartsChartplatzierungen (Jahr, Titel, Platzierungen, Wochen, Auszeichnungen, Anmerkungen) | Anmerkungen                        |
| Jahr | Titel         | US | Anmerkungen                        |
| ---- | ------------- | --- | ---------------------------------- |
| 1980 | The Two of Us | US16 Gold · (… Wo.)US | Erstveröffentlichung: Oktober 1980 |

Weitere Alben
- 1983: Heartbeats
- 1984: Be a Winner
- 1986: Guilty
- 1997: The Best of Yarbrough & Peoples

### Singles
| Jahr | Titel Album                        | Höchstplatzierung, Gesamtwochen, AuszeichnungChartplatzierungen (Jahr, Titel, Album, Platzierungen, Wochen, Auszeichnungen, Anmerkungen) | Höchstplatzierung, Gesamtwochen, AuszeichnungChartplatzierungen (Jahr, Titel, Album, Platzierungen, Wochen, Auszeichnungen, Anmerkungen) | Höchstplatzierung, Gesamtwochen, AuszeichnungChartplatzierungen (Jahr, Titel, Album, Platzierungen, Wochen, Auszeichnungen, Anmerkungen) | Anmerkungen                            |
| Jahr | Titel Album                        | AT | UK | US | Anmerkungen                            |
| ---- | ---------------------------------- | --- | --- | --- | -------------------------------------- |
| 1980 | Don’t Stop the Music The Two of Us | AT15 (4 Wo.)AT | UK7 Silber · (12 Wo.)UK | US19 Gold · (16 Wo.)US | Erstveröffentlichung: 31. Oktober 1980 |
| 1984 | Don't Waste Your Time Be a Winner  | — | UK60 (3 Wo.)UK | US48 (12 Wo.)US | Erstveröffentlichung: 1984             |
| 1985 | Guilty                             | — | UK53 (3 Wo.)UK | — | Erstveröffentlichung: 1985             |
| 1986 | I Wouldn't Lie Guilty              | — | UK61 (2 Wo.)UK | US93 (4 Wo.)US | Erstveröffentlichung: 1986             |

Weitere Singles
- 1981: Third Degree
- 1982: Heartbeats
- 1983: Feels So Good
- 1984: Be a Winner
- 1984: I'll Be There
- 1986: Wrapped Around Your Finger
- 1986: Don't Stop the Feeling